# Jerry Nadler

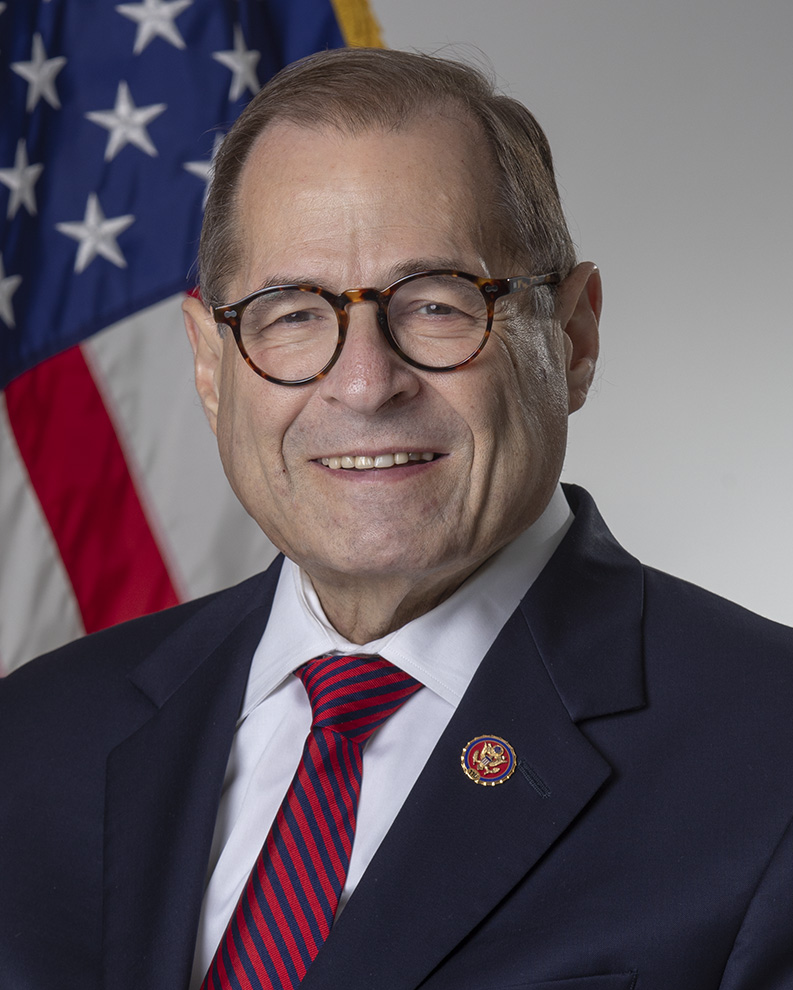
Jerrold Nadler (2019)

Jerrold Lewis „Jerry“ Nadler (* 13. Juni 1947 in Brooklyn, New York City, New York) ist ein amerikanischer Politiker der Demokratischen Partei. Seit 1992 vertritt er einen Teil Manhattans und Brooklyns für den Bundesstaat New York im Repräsentantenhaus der Vereinigten Staaten.

## Familie, Ausbildung und Beruf
Jerrold Nadler wurde in Bensonhurst im New Yorker Stadtteil Brooklyn als Sohn von Emanuel und Miriam Nadler geboren. Die Familie zog mehrfach um; sein Vater, ein Anhänger der Demokraten, versuchte sich als Geflügelfarmer in New Jersey, als Tankstellenpächter auf Long Island und im mobilen Vertrieb von Ersatzteilen für Autos. Die Familie kehrte schließlich nach Brooklyn zurück. Nadler wurde jüdisch-orthodox erzogen und besuchte die Jeschiwa in Crown Heights. Er absolvierte die Stuyvesant High School in Lower Manhattan und studierte an der Columbia University in Upper Manhattan. Dort nahm er an Protesten gegen den Vietnamkrieg teil und engagierte sich deshalb gegen die Nominierung des amtierenden Präsidenten Lyndon B. Johnson und für Eugene McCarthy bei der Präsidentschaftswahl 1968. Nadler wurde zum Sprecher der Studierenden gewählt und dabei von Dick Morris beraten. Er gründete die Aktivistengruppe West Side Kids mit, die sich für bessere lokale Wohn- und Bildungsmöglichkeiten einsetzte. 1969 erhielt er den Bachelorgrad in Government (Politik). Nadler arbeitete ab 1970 in der Rechtsabteilung verschiedener Unternehmen, darunter der Corporation Trust Company, die zu Wolters Kluwer gehört. 1972 war er Verwaltungsmitarbeiter für die New York State Assembly und arbeitete von 1972 bis 1976 für ein Sportwettenunternehmen. In Teilzeit studierte er neben seiner Berufstätigkeit weiter an der Law School der Fordham University und erhielt dort 1978 den Juris Doctor.
Nadler ist jüdisch. Er lebt mit seiner Frau Joyce L. Miller in der Upper West Side Manhattans. Sie haben einen Sohn.

## Politische Laufbahn
Ab 1969 hatte Nadler verschiedene Positionen in der lokalen Parteiorganisation der Demokraten inne. 1976 wurde er in die New York State Assembly gewählt und vertrat dort ab 1977 den 64. Wahlbezirk, der die Upper West Side umfasst, bis zur Wahl ins US-Repräsentantenhaus. 1985 bewarb er sich als Vorsitzender des Borough Manhattan, 1989 als Auditor der Stadt New York, unterlag aber jeweils in der Vorwahl der Demokraten. Eine Lokalzeitung hat ihn als „den Paten“ bezeichnet, weil sein weitreichendes persönliches Netzwerk in viele entscheidende Stellen der Stadtverwaltung reicht.

### Kongressabgeordneter
Nach dem Tod des bisherigen Vertreters des 17. New Yorker Kongresswahlbezirks, Theodore S. Weiss, bewarb sich Nadler 1992 für dessen Nachfolge. Beim Sonderparteitag der Demokraten wurde Nadler im September 1992 mit knapp 62 Prozent der Stimmen – unter anderem gegen Bella Abzug – zum Kandidaten seiner Partei gewählt. Am 3. November 1992 wurde Nadler dann sowohl in der Nachwahl für die restlichen Monate des Mandats Weiss’ im 102. Kongress als auch in der zeitgleichen regulären Wahl 1992 für den 103. Kongress gewählt. Bei dieser Wahl trat Nadler für den durch Umstrukturierung („Redistricting“) geänderten 8. Kongresswahlbezirk an, der geographisch weitgehend dem bisherigen entsprach. Nadler gewann auch alle folgenden Wahlen, zuletzt bei der Wahl 2016, stets mit über 70 und häufig mit über 80 Prozent der Stimmen. Er vertritt nach einer weiteren Umstrukturierung seit 2013 den 10. Kongresswahlbezirk New Yorks. Geographisch handelt es sich bei den unterschiedlich nummerierten Wahlbezirken um fast identische Teile im westlichen Manhattan mit der New York Stock Exchange und dem Ort des World Trade Centers, das bei den Terroranschlägen vom 11. September 2001 zerstört wurde. Nadler setzte sich mit Erfolg für Bundeshilfen ein, um das südliche Manhattan wiederaufzubauen und den Ersthelfern eine ausreichende medizinische Versorgung zu sichern. Der Bezirk umfasst auch Teile von Brooklyn, darunter eine Gemeinschaft ultraorthodoxer Juden in Borough Park.
Im Repräsentantenhaus ist bzw. war er unter anderem Mitglied im Justiz- und im Infrastrukturausschuss. Er ist Gründer der Israel Working Group und des LGBT Equality Caucus im Kongress. Bundesweite Aufmerksamkeit erhielt Nadler 1998 beim Amtsenthebungsverfahren gegen den damaligen demokratischen Präsidenten Bill Clinton im Zuge der Lewinsky-Affäre. Nadler, bis dahin Hinterbänkler im Justizausschuss, war einer der vehementesten Verteidiger Clintons gegen die republikanische Mehrheit, die das Verfahren vorantrieb, und verglich deren Vorgehen mit einem parteiischen Staatsstreich, da gegen den in Wahlen manifestierten Willen der amerikanischen Bürger vorgegangen werde.
Im September 2018 erklärte Nadler, dass der Supreme-Court-Kandidat Brett Kavanaugh, gegen den während seiner laufenden Senatsanhörung mehrere Vorwürfe sexueller Übergriffe erhoben wurden, im Fall seiner Bestätigung und nicht ausreichender Untersuchung der Vorwürfe durch den Senat Ermittlungen durch das Repräsentantenhaus zu gewärtigen habe.
Da er bei allen bisher 14 folgenden Wahlen, einschließlich der des Jahres 2020, jeweils wiedergewählt wurde, konnte er sein Mandat im 17. Wahlkreis bis zum Repräsentantenhaus des 117. Kongresses ausüben.
Die Primary (Vorwahl) seiner Partei, nunmehr für den zwölften Distrikt, am 23. August für die Wahlen 2022 konnte er gewinnen, er setzte sich mit 56 zu 24 % gegen Carolyn Bosher Maloney, der aktuellen Vertreterin dieses Wahlbezirks durch. Sie wird dadurch am 3. Januar 2023, nach genau 30 Jahren, aus dem Repräsentantenhaus ausscheiden. Nadler trat am 8. November 2022 gegen Gil Obler von der Green Party, Mike Zumbluskas von den Republikanern, sowie den unabhängigen Mikhail Itkis an und gewann mit 81,8 %. Bei der Kongresswahl 2024 Jan es im zwölften Wahlkreis erneut zum Duell zwischen Nadler und Zumbluskas, welches Nadler mit 80,5 % für sich entschied. Seine aktuelle Legislaturperiode im Repräsentantenhaus des 119. Kongresses dauert bis zum 3. Januar 2027.

### Verhältnis zu Präsident Trump
Wie viele andere New Yorker kannte Nadler Donald Trump bereits lange vor dessen Einstieg in die Politik, hatte aber nie ein gutes Verhältnis zum Immobilienunternehmer. Nadler engagierte sich in den achtziger und neunziger Jahren gegen mehrere geplante Wohnhochhäuser Trumps in der West Side Manhattans und war einer von drei Politikern, die Trump in seinem 2000 erschienenen Buch The America We Deserve angriff. Nadler hat Trump als „rücksichtslos, gefährlich und gesetzlos“ bezeichnet.

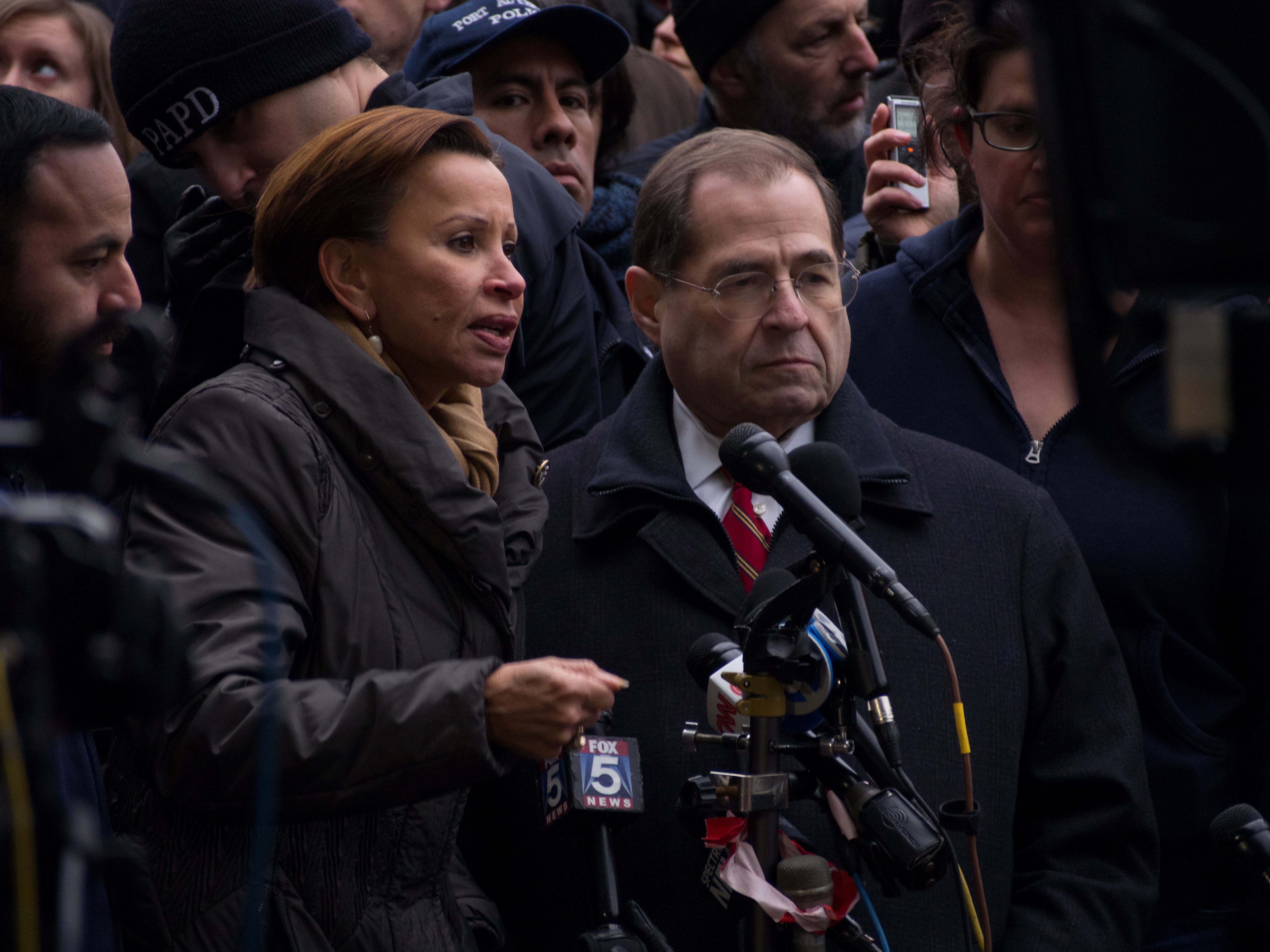
Nadler mit Nydia Velázquez beim Protest gegen das Einreiseverbot für Einwohner mehrheitlich muslimischer Länder (Executive Order 13769) auf dem John F. Kennedy International Airport im Januar 2017

Nadler gilt während Donald Trumps erster Präsidentschaft als einer der Wortführer der Demokraten beim Versuch, rechtlich gegen die als fragwürdig geltenden fortbestehenden Privatinteressen des Präsidenten vorzugehen. 2017 verlangte er vom Justizministerium der Vereinigten Staaten Auskunft zu möglichen Interessenkonflikten und Kontakten in die russische Regierung (siehe die Vorwürfe geheimer Absprachen Trumps mit Russland). Im selben Jahr erhob er federführend mit weiteren Kongressabgeordneten der Demokraten Klage gegen Trump wegen Verletzung der sogenannten Foreign Emoluments Clause der Verfassung (Artikel 1, Abschnitt 9, Absatz 8), die dem Präsidenten Vergütungen aus dem Ausland anzunehmen verbietet und die durch internationale Kunden von Trumps Hotels verletzt sein könnte.
Als Ranking Member des Justizausschusses von Dezember 2017 bis Dezember 2018 war Nadler zudem der ranghöchste Demokrat in diesem Gremium, das federführend im Fall einer möglichen Amtsenthebung Trumps wäre. Nach dem Sieg der Demokraten bei der Wahl 2018 wurde Nadler im Januar 2019 Vorsitzender des Justizausschusses. Er würde ein hypothetisches Amtsenthebungsverfahren steuern. Nadler gilt als zurückhaltend und legalistisch in dieser Frage und will den Bericht des Sonderermittlers Robert Mueller abwarten, ob eine so polarisierende Maßnahme sich durch die Untersuchungsergebnisse begründen lässt. So stimmte er im Dezember 2017 gegen die Initiative des texanischen Abgeordneten Al Green, ein solches Verfahren einzuleiten. Aus einer Aussage James Madisons bei der Ratifizierung der Verfassung der Vereinigten Staaten in Virginia 1788 schließt Nadler beispielsweise, dass Trump dann seines Amtes zu entheben wäre, wenn er sich der Verschwörung gegen die Vereinigten Staaten (18 US Code 371) schuldig gemacht hätte und dann Mitverschwörer begnadigen würde. Die Entlassung James Comeys bezeichnete Nadler als „sehr starkes“ Argument dafür, dass Trump die Justiz behindere, und die Weigerung Trumps, die wegen Einflussnahme auf den Wahlkampf angeklagten russischen Staatsbürger intensiver zu verfolgen, verglich er mit einer hypothetischen Untätigkeit beim Angriff auf Pearl Harbor.

### Positionen
Nadler gilt als einer der linkesten Kongressabgeordneten seiner Partei („liberal“), der sich bereits 1992 für die Rechte von Frauen und Homosexuellen einsetzte und für eine Verlagerung des Verkehrs von der Straße auf die Schiene kämpfte. Er kritisierte die Regierung Clinton aus linker Perspektive für die Beschränkung der Sozialfürsorge, die Durchsetzung des Freihandelsabkommens NAFTA und die Einschränkung von Bürgerrechten. Überparteilich beschlossene Gesetze wie den USA PATRIOT Act 2001 zur Einschränkung von Bürgerrechten bei der Terrorismusabwehr lehnte er häufig ab.
Nadlers Wahlkreis hat einen der höchsten jüdischen Bevölkerungsanteile der Vereinigten Staaten, und er gilt als ausgesprochen pro-israelisch. Für Holocaustüberlebende setzte er eine Steuerbefreiung bei Entschädigungszahlungen durch, bewirkte eine Verbesserung der Beziehungen zwischen Juden und Afroamerikanern und arbeitete an Gesetzgebung gegen Hasskriminalität. Der Wahlkreis umfasst auch die größte LGBT-Gemeinschaft der USA. Nadler lehnte die unter Präsident Clinton beschlossene Militärrichtlinie Don’t ask, don’t tell als „bigot“ (intolerant) ab. Seiner Unterstützung für Präsident Obamas Verhandlungslösung im Streit um das iranische Atomprogramm 2015 wird entscheidender Einfluss darauf zugeschrieben, dass viele Demokraten diesem trotz Bedenken zustimmten, während etwa der jüdische New Yorker Senator Charles Schumer das Programm ablehnte. Daraufhin erhielt Nadler vor der Wahl 2016 erstmals seit Jahren einen ernsthaften innerparteilichen Herausforderer bei der Vorwahl.

## Ausschüsse
Nadler ist aktuell Mitglied in folgenden Ausschüssen des Repräsentantenhauses:
- Committee on the Judiciary (Vorsitz)